# (2145) Blaauw
(2145) Blaauw es un asteroide perteneciente al cinturón exterior de asteroides descubierto por Richard Martin West el 24 de octubre de 1976 desde el Observatorio de La Silla, Chile.

## Designación y nombre
Blaauw se designó inicialmente como 1976 UF.
Más tarde fue nombrado en honor del astrónomo neerlandés Adriaan Blaauw (1914-2010).

## Características orbitales
Blaauw orbita a una distancia media del Sol de 3,219 ua, pudiendo acercarse hasta 2,91 ua y alejarse hasta 3,528 ua. Tiene una excentricidad de 0,09605 y una inclinación orbital de 15,01°. Emplea 2110 días en completar una órbita alrededor del Sol.